# منطقة قدسيا
منطقة قدسيا منطقة سورية إدارية تتبع محافظة ريف دمشق ومركزها مدينة قدسيا، بلغ تعداد سكان المنطقة 105,974 نسمة حسب التعداد السكاني لعام 2004.

## نواحي منطقة قدسيا
- ناحية مركز قدسيا
- ناحية الديماس
- ناحية عين الفيجة